# Ornithomya anchineuria
Espèce
Ornithomya anchineuria est une espèce d'insectes diptères piqueurs de la famille des Hippoboscidae.